# 2019-es Leagues Cup
A 2019-es Leagues Cup volt az 1. alkalommal megrendezett észak-amerikai nemzetközi labdarúgókupa, melyen az MLS és a Liga MX 4–4 csapata vehetett részt.
A bajnoki trófeát a mexikói Cruz Azul szerezte meg. A gólkirályi címet Andrés Ibargüen nyerte el.

## Csapatok
| Csapat         |
| -------------- |
| Chicago Fire   |
| Houston Dynamo |
| LA Galaxy      |
| Real Salt Lake |

| Csapat      |
| ----------- |
| América     |
| Cruz Azul   |
| Tigres UANL |
| Tijuana     |

## Eredmények

### Negyeddöntő
| 2019. július 23. 19:30 (CDT) |

| Chicago Fire | 0–2 | Cruz Azul                  |
| ------------ | --- | -------------------------- |
|              |     | Alvarado 43' Hernández 90' |

| SeatGeek Stadion, Bridgeview, Illinois Nézőszám: 14 213 Játékvezető: Oshane Nation (Jamaica) |

| 2019. július 23. 20:00 (PDT) |

| LA Galaxy              | 2–2 | Tijuana                   |
| ---------------------- | --- | ------------------------- |
| Boateng 27' Romney 54' |     | Nahuelpán 33' Camacho 45' |
| Büntetőpárbaj          |     |                           |
|                        | 3–1 |                           |

| Dignity Health Sports Park, Carson, Kalifornia Nézőszám: 10 421 Játékvezető: Saíd Martínez (Honduras) |

| 2019. július 24. 19:30 (CDT) |

| Houston Dynamo | 1–1 | América       |
| -------------- | --- | ------------- |
| Beasley 85'    |     | Benedetti 73' |
| Büntetőpárbaj  |     |               |
|                | 5–6 |               |

| BBVA Stadion, Houston, Texas Nézőszám: 20 315 Játékvezető: Walter López (Guatemala) |

| 2019. július 24. 20:30 (MDT) |

| Real Salt Lake | 0–1 | Tigres UANL |
| -------------- | --- | ----------- |
|                |     | Vargas 57'  |

| Rio Tinto Stadion, Sandy, Utah Nézőszám: 15 136 Játékvezető: John Pitti (Panama) |

### Elődöntő
| 2019. augusztus 20. 19:30 (CDT) |

| América                     | 2–2 | Tigres UANL              |
| --------------------------- | --- | ------------------------ |
| Ibargüen 36' (11-esből) 83' |     | Aguilar 14' Valdez 90+5' |
| Büntetőpárbaj               |     |                          |
|                             | 3–5 |                          |

| BBVA Stadion, Houston, Texas Nézőszám: 22 532 Játékvezető: Diego Montaño Robles (Mexikó) |

| 2019. augusztus 20. 19:30 (PDT) |

| LA Galaxy  | 1–2 | Cruz Azul             |
| ---------- | --- | --------------------- |
| Cuello 37' |     | Madueña 4' Pineda 47' |

| Dignity Health Sports Park, Carson, Kalifornia Nézőszám: 20 135 Játékvezető: Mario Escobar (Guatemala) |

### Döntő
| 2019. szeptember 18. 19:30 (PDT) |

| Cruz Azul                          | 2–1 | Tigres UANL  |
| ---------------------------------- | --- | ------------ |
| Yotún 73' (11-esből) Rodríguez 75' |     | Pizzarro 90' |

| Sam Boyd Stadion, Whitney, Nevada Nézőszám: 20 132 Játékvezető: Marco Antonio Ortíz Nava (Mexikó) |

A Cruz Azul csapata nyerte meg a kupát.